# Ladelinjen
| Eingleisige Strecke westlich der Olav Engelbrektsons allé |                            |                                   |                                   |
| Spurweite: | 1000 mm (Meterspur)        |                                   |                                   |
| Stromsystem: | 600 V =                    |                                   |                                   |
| Zweigleisigkeit: | Lade kirke – Prinsens gate |                                   |                                   |
| |                            |                                   |                                   |
| \| \| \| Fagerheim (1958–1988) \| \| \| \| \| Wendeschleife gegen Uhrzeigersinn \| \| \| \| \| Ringve skole (1958–1988) \| \| \| \| \| Lade kirke (1958–1988) \| \| \| \| \| Stiklestadveien (1958–1988) \| \| \| \| \| Meråkerbanen \| \| \| \| \| Depot Voldsminde \| \| \| \| \| \| \| \| \| \| Lademoen (1936–1988) \| \| \| \| \| Voldsminde (1913–1988) \| \| \| \| \| \| \| \| \| \| Buran (1901–1988) \| \| \| \| \| Bakke-Brücke (Nidelva) \| \| \| \| \| vom Bahnhof Trondheim \| \| \| \| \| Olav Tryggvasons gate (1901–1988) \| \| \| \| \| \| \| \| \| \| Torvet (1901–1961) \| \| \| \| \| Prinsens gate (1961–1988) \| \| \| \| \| Prinsens gate (1901–1961) \| \| \| \| \| nach Elgeseter \| \| \| \| \| nach Ila/Lian \| \| |                            |                                   |                                   |
| U-Bahn-Bahnhof (Strecke außer Betrieb) · U-Bahn-Strecke von rechts (außer Betrieb) |                            | Fagerheim (1958–1988)             | Fagerheim (1958–1988)             |
| U-Bahn-Abzweig geradeaus und von links (Strecke außer Betrieb) · U-Bahn-Strecke nach rechts (außer Betrieb) |                            | Wendeschleife gegen Uhrzeigersinn | Wendeschleife gegen Uhrzeigersinn |
| U-Bahn-Bahnhof (Strecke außer Betrieb) |                            | Ringve skole (1958–1988)          | Ringve skole (1958–1988)          |
| U-Bahn-Bahnhof (Strecke außer Betrieb) |                            | Lade kirke (1958–1988)            | Lade kirke (1958–1988)            |
| U-Bahn-Haltepunkt / Haltestelle (Strecke außer Betrieb) |                            | Stiklestadveien (1958–1988)       | Stiklestadveien (1958–1988)       |
| U-Bahn-Kreuzung mit Eisenbahn geradeaus unten (Strecke geradeaus außer Betrieb) |                            | Meråkerbanen                      | Meråkerbanen                      |
| U-Bahn-Strecke (außer Betrieb) · U-Bahn-Betriebs-/Güterbahnhof Streckenanfang (Strecke außer Betrieb) |                            | Depot Voldsminde                  | Depot Voldsminde                  |
| U-Bahn-Abzweig geradeaus und von links (Strecke außer Betrieb) · U-Bahn-Abzweig nach rechts und von rechts (Strecke außer Betrieb) |                            |                                   |                                   |
| U-Bahn-Strecke (außer Betrieb) · U-Bahn-Haltepunkt / Haltestelle (Strecke außer Betrieb) |                            | Lademoen (1936–1988)              | Lademoen (1936–1988)              |
| U-Bahn-Haltepunkt / Haltestelle (Strecke außer Betrieb) · U-Bahn-Strecke geradeaus (außer Betrieb) |                            | Voldsminde (1913–1988)            | Voldsminde (1913–1988)            |
| U-Bahn-Abzweig geradeaus und von links (Strecke außer Betrieb) · U-Bahn-Strecke nach rechts (außer Betrieb) |                            |                                   |                                   |
| U-Bahn-Haltepunkt / Haltestelle (Strecke außer Betrieb) |                            | Buran (1901–1988)                 | Buran (1901–1988)                 |
| U-Bahn-Brücke über Wasserlauf (Strecke außer Betrieb) |                            | Bakke-Brücke (Nidelva)            | Bakke-Brücke (Nidelva)            |
| U-Bahn-Abzweig geradeaus und von rechts (Strecke außer Betrieb) |                            | vom Bahnhof Trondheim             | vom Bahnhof Trondheim             |
| U-Bahn-Haltepunkt / Haltestelle (Strecke außer Betrieb) |                            | Olav Tryggvasons gate (1901–1988) | Olav Tryggvasons gate (1901–1988) |
| U-Bahn-Abzweig geradeaus und nach links (Strecke außer Betrieb) · U-Bahn-Strecke von rechts (außer Betrieb) |                            |                                   |                                   |
| U-Bahn-Strecke (außer Betrieb) · U-Bahn-Haltepunkt / Haltestelle (Strecke außer Betrieb) |                            | Torvet (1901–1961)                | Torvet (1901–1961)                |
| U-Bahn-Haltepunkt / Haltestelle (Strecke außer Betrieb) · U-Bahn-Strecke (außer Betrieb) |                            | Prinsens gate (1961–1988)         | Prinsens gate (1961–1988)         |
| U-Bahn-Strecke (außer Betrieb) · U-Bahn-Haltepunkt / Haltestelle (Strecke außer Betrieb) |                            | Prinsens gate (1901–1961)         | Prinsens gate (1901–1961)         |
| U-Bahn-Strecke nach links (außer Betrieb) · U-Bahn-Kreuzung (Strecken außer Betrieb) |                            | nach Elgeseter                    | nach Elgeseter                    |
| U-Bahn-Strecke (außer Betrieb) |                            | nach Ila/Lian                     | nach Ila/Lian                     |

Ladelinjen (deutsch: Lade-Strecke) war eine Strecke der Straßenbahn Trondheim in Norwegen zwischen der Innenstadt von Trondheim und Lade. Die Strecke war eine Verlängerung der 1901 eröffneten Straßenbahn nach Lademoen, die Verlängerung nach Lade erfolgte 1958. Die Strecke wurde von Trondheim Sporvei und ab 1974 von Trondheim Trafikkselskap betrieben und 1988 stillgelegt.

## Bau und Eröffnung

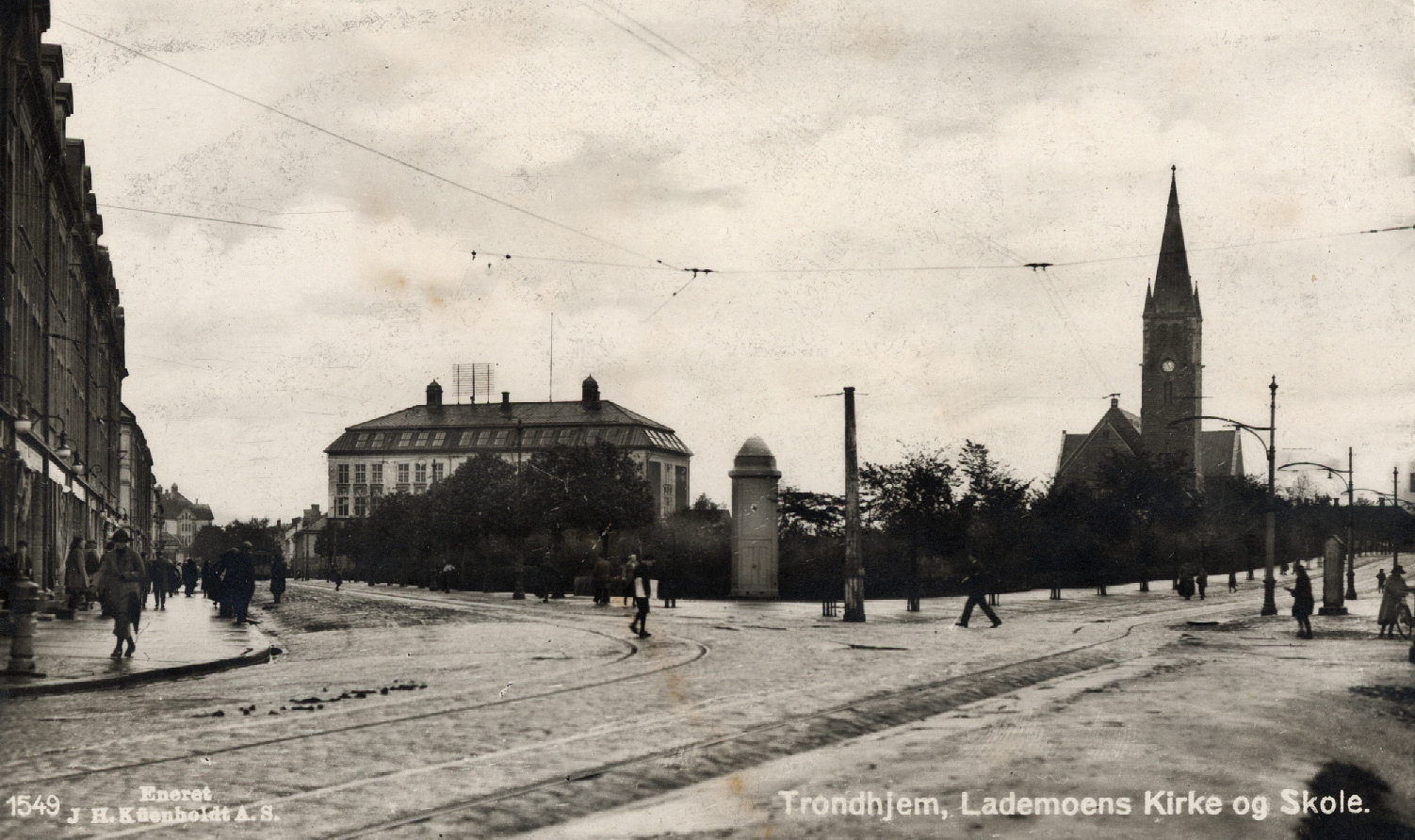
Straßenbahnstrecke in Lademoen

Die Straßenbahnstrecke nach Lademoen wurde zusammen mit der Ilalinjen erbaut. 1901 wurde die 3,5 km lange elektrische Straßenbahnlinie zwischen Ila und Buran in Lademoen von der städtischen Trondhjems Elektricitetsværk og Sporvei eröffnet. Bereits 1908 wurde die Strecke von zwölf Kursen im Vier-Minuten-Takt befahren, zunächst eingleisig mit Ausweichen.
1913 wurde die Strecke zweigleisig ausgebaut und ein neues Depot in Voldsminde errichtet; die Bakke-Brücke blieb bis 1928 eingleisig. Eine Blockumfahrung als Wendeschleife komplettierte 1936 in Voldsminde die Strecke nach Lademoen.

## Erweiterung zur Ladelinjen

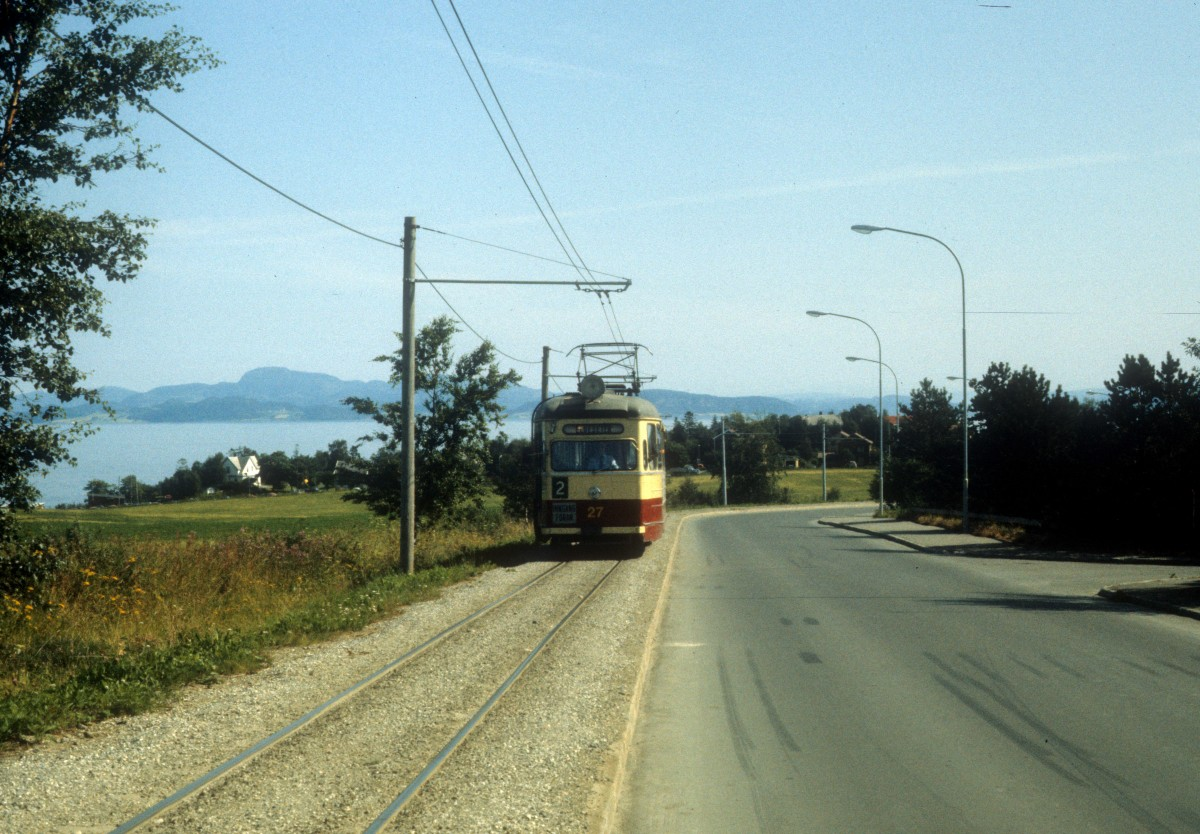
Tw 27 fährt entlang der Olav Engelbrektsons allé

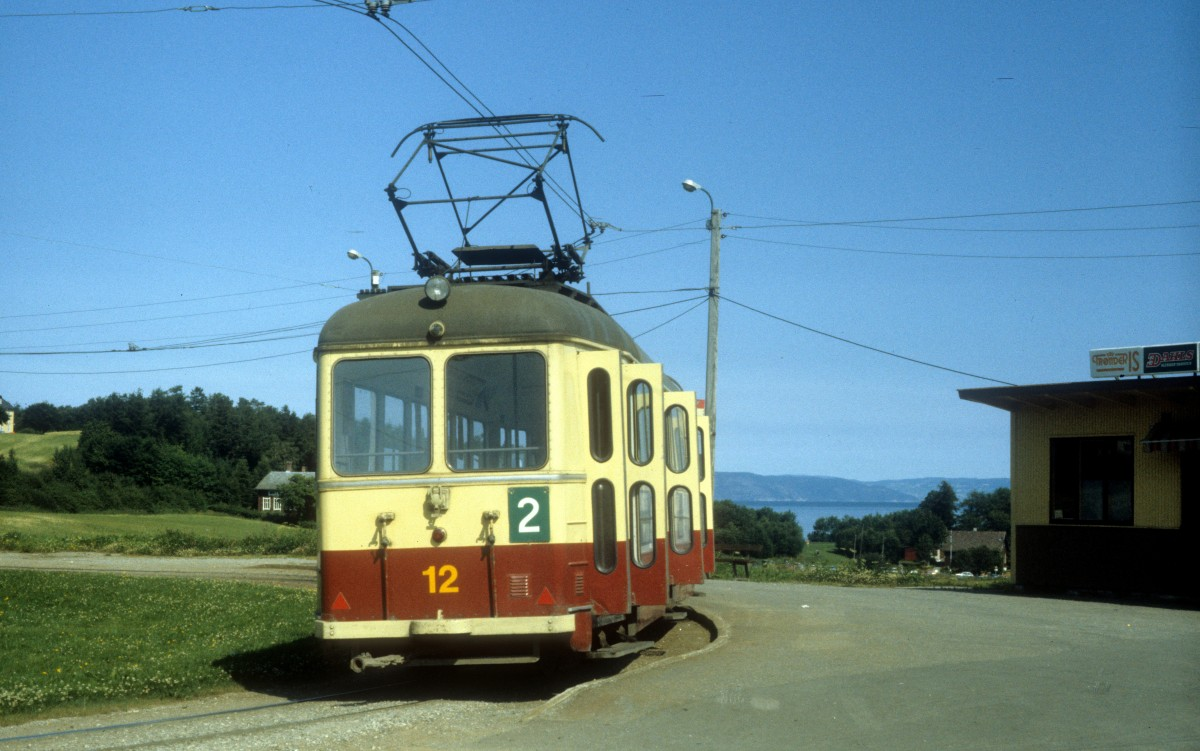
Tw 12 als Linie 2 in der Wendeschleife Fagerheim

Die ersten Vorschläge zur Verlängerung der Lademoenlinjen von Buran nach Lade waren 1924 Teil eines Bebauungsplans für die Halbinsel. Die Straßenbahn sollte damals ein Areal von 1,87 km² erschließen. Zu dieser Zeit gehörte Lade noch bis zur Eingemeindung nach Trondheim zur benachbarten Kommune Strinda. Das war einer der Gründe, weshalb diese Planung nicht realisiert wurde.
In den 1950er-Jahren wurde Lade von Bussen des örtlichen Betreibers Trondheim Bilruter bedient. Der Vorschlag für eine neue Straßenbahnstrecke sah einen direkteren Weg vor, was für die Bevölkerung von Ladehammeren einen längeren Fußweg zur Bahn bedeutete. Der Bau der Ladelinjen wurde vom Stadtrat am 27. Juni 1957 mit 66 zu 9 Stimmen beschlossen, nach einer positiven Empfehlung von Trondheim Sporvei.
Der Baubeginn war am 31. Juli 1957. Die neue Strecke zweigte von der bestehenden Strecke in Lademoen in Höhe des Depots in Voldsminde aus der Straße Mellomveien ab, die gleichzeitig 18 m breit und vierspurig ausgebaut wurde. Bis zur Unterquerung der Meråkerbanen folgte die Strecke dem Nidarholms vei, dahinter dem Jarleveien. Die Absenkung und Aufweitung der Straße unter der Eisenbahnstrecke, um Platz für Straßenbahngleise und -fahrleitung zu schaffen, war einer der Kostentreiber der neuen Strecke. Eine Haltestelle gab es am Stiklestadveien. Zur Überquerung der Straße Ladebekken wurde eine 24 m lange Brücke errichtet. Die folgende Strecke bis zur Haltestelle Lade kirke lag in der Straßenmitte und hatte eine Steigung von 55 ‰. Nach der Haltestelle wurde die Strecke westlich neben der Olav Engelbrektsons allé eingleisig auf eigenem Bahnkörper weitergeführt. An der Ringve-Schule gab es eine Haltestelle Ringve skole mit Ausweiche. Die Strecke verlief weiter nördlich der Olav Engelbrektsons allé bis zur Endhaltestelle in Fagerheim an der Einmündung der Smedsturveien, wo eine Wendeschleife mit Ausweichgleis gebaut wurde. Der Bau der Straßen oblag der Stadt, während Gleise und Fahrleitung von der Straßenbahngesellschaft errichtet wurden. Die Gesamtlänge der Neubaustrecke betrug 2,1 km.

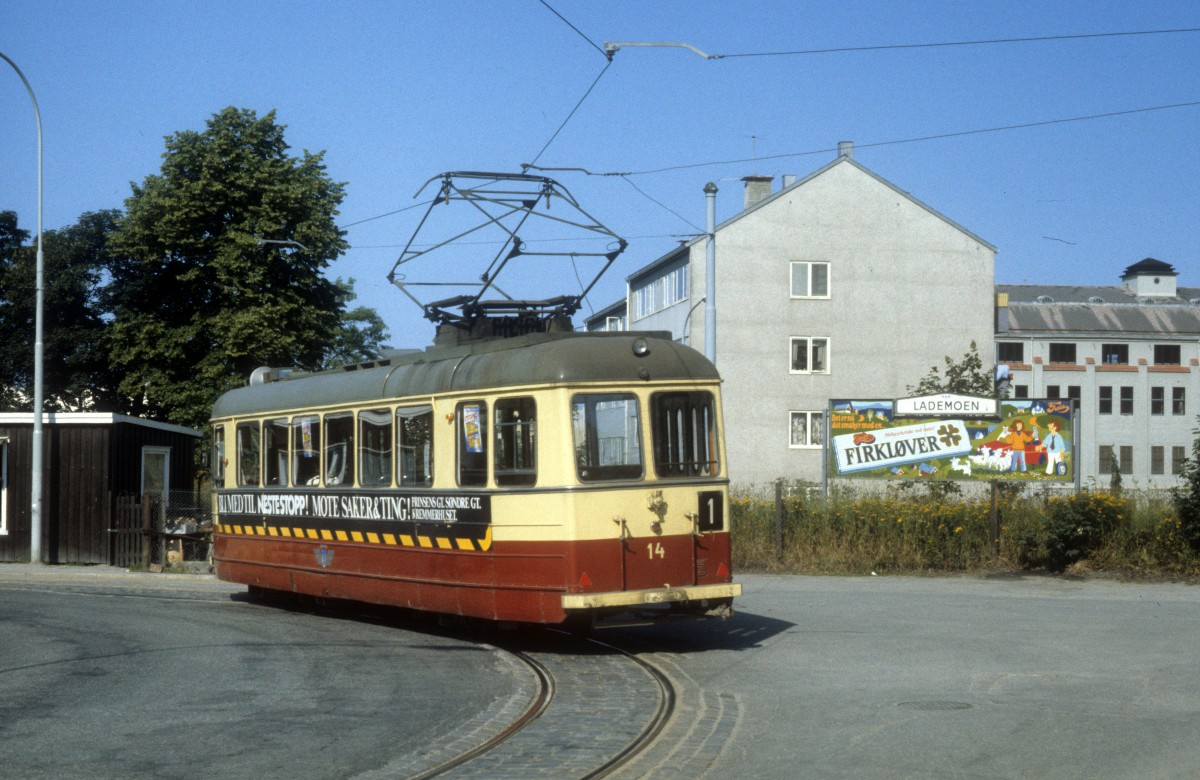
Wagen 14 auf Linie 1 in der Wendeschleife Voldsminde

Zunächst war vorgesehen, die Linie 1 von Ila nach Lade zu verlängern. Stattdessen wurde beschlossen, dass die Linie 2 von Elgeseter die neue Strecke bedienen sollte. Die Linie 1 wendete weiterhin in der Schleife Voldsminde, während die Strecke zum Bahnhof Trondheim S lediglich noch von der Linie 3 bedient wurde. Die ersten Testfahrten auf der neuen Strecke begannen am 16. November 1958, die offizielle Eröffnung folgte am 1. Dezember 1958 um 13:00 Uhr. Der Eröffnungszug entgleiste allerdings in Fagerheim, so dass zunächst für mehrere Stunden Busse als Ersatzverkehr fahren mussten. Der Busbetreiber Trondheim Bilruter richtete eine Buslinie über Gildheim nach Ladesletta ein. Diese wurde nach zwei Monaten mangels Nachfrage wieder eingestellt.

## Stilllegung

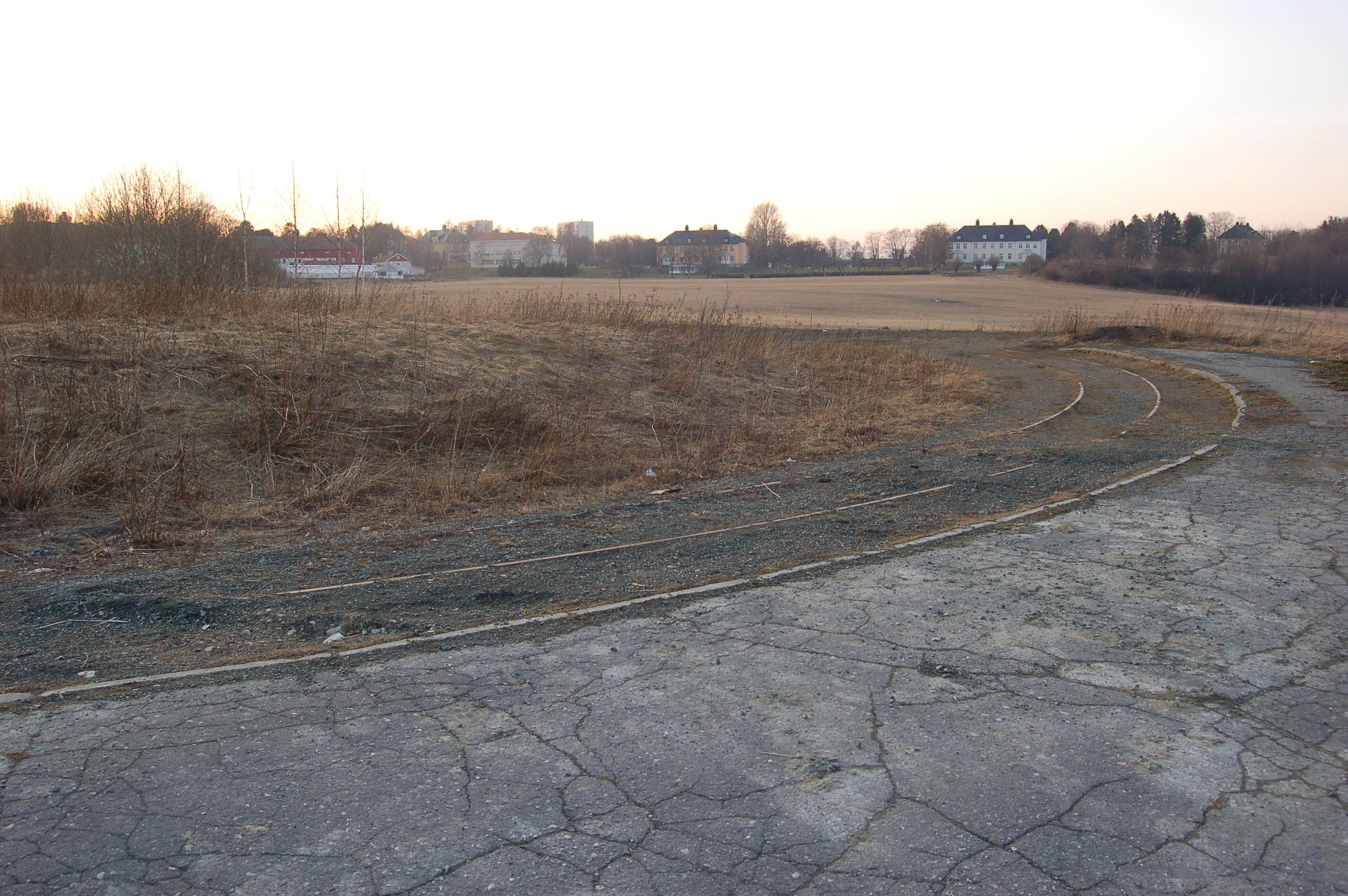
Reste der Wendeschleife in Fagerheim (2007)

1961 wurde die Streckenführung in der Trondheimer Innenstadt verändert. Die Strecke in der Munkegata wurde durch eine neue Strecke in der nördlichen Prinsens gate ersetzt. Damit fuhren keine Straßenbahnen mehr über den Torvet.
Das Ende der Ladelinjen kam 1988 mit dem Beschluss des Stadtrats zur Einstellung der Straßenbahn und Umstellung auf Busverkehr. Die Gleise in der Innenstadt bis Lade kirke wurden recht schnell entfernt oder überteert. Zwar wurden die Gleise zwischen Lade kirke und Fagerheim zunächst nicht abgebaut, allerdings blieb die Strecke bei der Wiederinbetriebnahme der Gråkallbanen nach Lian 1990 durch Boreal Bane wegen der fehlenden Anbindung außer Betrieb. Inzwischen ist auch dieser Teil der Strecke einem Fußweg gewichen. Lediglich im Bereich der ehemaligen Wendeschleife in Fagerheim finden sich noch Gleisreste. Dort befindet sich heute die Bushaltestelle Ringve Museum.